# Santa Luċija (Gozo)

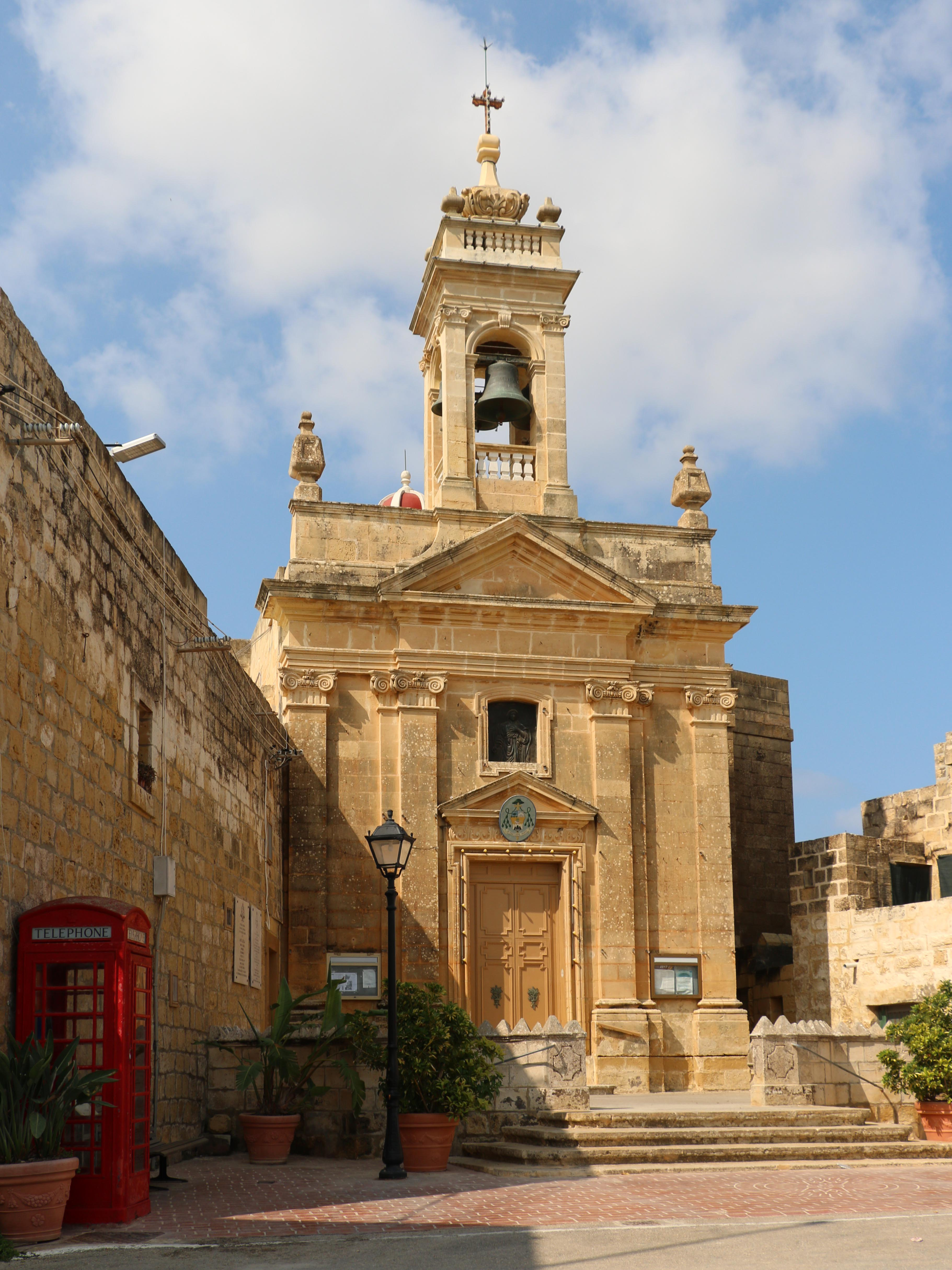
Chapelle de Sainte Lucie

Santa Luċija est une ville de Malte située sur Gozo.